# Ernst von Wangenheim (General, 1829)
Ernst Wilhelm Freiherr von Wangenheim (* 29. August 1829 in Berlin; † 28. September 1887 in Winterstein) war ein preußischer Generalmajor aus der Familie von Wangenheim.

## Leben

### Herkunft
Ernst war ein Sohn des preußischen Generalleutnants Alexander von Wangenheim (1792–1867) und dessen Ehefrau Ernestine Henriette, geborene von dem Borne (1797–1854). Der spätere preußische Generalleutnant Friedrich von Wangenheim (1827–1904) war sein älterer Bruder.

### Militärkarriere
Wangenheim besuchte die Realschule in Berlin sowie die Kadettenhäuser in Potsdam und Berlin. Anschließend wurde er am 2. Mai 1846 als Sekondeleutnant der 1. Ingenieur-Inspektion aggregiert und versah Dienst in der Garde-Pionier-Abteilung. Er absolvierte mit sehr gutem Erfolg die Vereinigte Artillerie- und Ingenieurschule und wurde Ende März 1850 in die 1. Ingenieur-Inspektion einrangiert. Nach kurzzeitiger Verwendung bei der Fortifikation Königsberg war Wangenheim von Juli 1852 bis April 1854 Adjutant der 2. Festungs-Inspektion. Er kam dann wieder zur Garde-Pionier-Abteilung und stieg bis Ende Mai 1859 zum Hauptmann auf. Als solcher war er erneut von September 1859 bis Juli 1860 Adjutant der 2. Festungs-Inspektion, wurde dann in die Abteilung für Ingenieurangelegenheiten zum Kriegsministerium kommandiert und Anfang Oktober 1860 hierher versetzt. Dort fungierte Wangenheim ab dem 28. Oktober 1863 als Adjutant des Chefs des Ingenieurkorps von Radziwill und avancierte im März 1866 zum Major. Er bekleidete seine Stellung auch unter Radziwills Nachfolgern von Wasserschleben und von Kameke, bis Wangenheim am 6. Februar 1868 als Ingenieuroffizier vom Platz nach Mainz versetzt wurde. Ein halbes Jahr nach seiner Beförderung zum Oberstleutnant beauftragte man ihn am 23. Dezember 1869 mit der Führung der Geschäfte der Ingenieurabteilung im Kriegsministerium. Am 14. Juli 1870 erhielt Wangenheim seine Ernennung zum Chef dieser Abteilung.
Nach dem Beginn des Krieges gegen Frankreich war Wangenheim während der Belagerung von Straßburg Chef des Stabes der Ingenieure, wurde mit dem Eisernen Kreuz II. Klasse ausgezeichnet und kehrte bereits am 17. Oktober 1870 in seine Friedensstellung zurück. Nach Kriegsende wurde er am 18. August 1871 zum Oberst befördert und erhielt am 2. Januar 1875 den Rang und die Gebührnisse eines Brigadekommandeurs. Mit der Uniform des Kriegsministeriums wurde Wangenheim am 1. April 1876 zu den Offizieren von der Armee versetzt und Ende März 1876 zum Generalmajor befördert. Am 13. November 1877 stellte man ihn mit der gesetzlichen Pension unter Verleihung des Roten Adlerordens II. Klasse mit Eichenlaub zur Disposition.
Er war Rechtsritter des Johanniterordens.

### Familie
Wangenheim verheiratet sich am 28. März 1856 mit Cecilie von der Osten (1836–1917). Aus der Ehe ging folgende Kinder hervor:
- Elfriede (* 1857)
- Cecilie (* 1859) ⚭ 14. Mai 1891 Viktor von Eickstedt (1849–1926), deutscher Generalleutnant
- Alexander (* 1861), preußischer Oberstleutnant ⚭ 5. Oktober 1893 Eva Guthzeit (* 1869)
- Ernst Hermann (1862–1932), preußischer Generalmajor ⚭ Dorothea von Nostitz (* 1867)